# Namibias præsidenter
Namibia blev uafhængig i 1990.

## Præsidenter
Namibias præsidenter har været:
| Nr. | Billede              | Navn                   | Fra             | Til             | Parti |
|     | Præsident af Namibia | Præsident af Namibia   |                 |                 |       |
| --- | -------------------- | ---------------------- | --------------- | --------------- | ----- |
| 1   |                      | Sam Nujoma             | 21. marts 1990  | 21 marts 2005   | SWAPO |
| 2   |                      | Hifikepunye Pohamba    | 21. marts 2005  | 21. marts 2015  | SWAPO |
| 3   |                      | Hage Geingob           | 21. marts 2015  | 4. februar 2024 | SWAPO |
| 4   |                      | Nangolo Mbumba         | 4. februar 2024 | 21. marts 2025  | SWAPO |
| 5   |                      | Netumbo Nandi-Ndaitwah | 21. marts 2025  | Nuværende       | SWAPO |